# Уилсон, Эдвин Генри
Эдвин Генри Уилсон (англ. Edwin Henry Wilson 1898—1993) — один из лидеров американской Унитарианской церкви, сторонник идей современного гуманизма, автор книги «Генезис гуманистического манифеста» (англ. The Genesis of a Humanist Manifesto) и один из авторов первого и второго гуманистических манифестов.

## Биография
Эдвин Генри Уилсон родился 23 августа 1898 года в Вудхавене в штате Нью-Йорк и вырос в городке Конкорд в штате Массачусетс.
В 1926 году Эдвин окончил Медвильскую теологическую школу (англ. Meadville Theological School).
В 1928 году он был рукоположён и стал практикующим священником Унитарианской церкви США.
В 1930 году Эдвин Уилсон и Гарольд Бушман (англ. Harold Bushman) основали в Чикаго журнал «Новый гуманист» (The New Humanist).
Уилсон участвовал в составлении Первого гуманистического манифеста, опубликованного в 1933году, и Второго гуманистического манифеста 1973 года.
В 1952 году Уилсон стал одним из создателей Международного гуманистического и этического союза.